# Are Married Policemen Safe?
Are Married Policemen Safe? è un cortometraggio muto del 1918 diretto da F. Richard Jones (come Richard Jones).

## Produzione
Il film fu prodotto dalla Fox Film Corporation (come Sunshine Comedies).

## Distribuzione
Distribuito dalla Fox Film Corporation, il film - un cortometraggio in due bobine - uscì nelle sale cinematografiche USA il 17 febbraio 1918.